# Az irgalmasság rendkívüli szentéve
Az irgalmasság rendkívüli szentéve a 30. szentév a római katolikus egyház történetében. 2015. december 8-án, a szeplőtelen fogantatás ünnepén, a II. vatikáni zsinat befejezésének 50. évfordulóján kezdődött a Szent Péter-bazilika szent kapujának (Porta Santa) megnyitásával, és 2016. november 20-án, Krisztus király ünnepén zárul. A szentév a 2015 októberében a család témájában rendezendő rendes püspöki szinódust követi.
Ferenc pápa a 2013. március 13-i megválasztásának második évfordulóján jelentette be, hogy rendkívüli szentév megtartását tervezi. Rendes szentévet minden 25. vagy 50. évben tartanak, míg rendkívüli szentévet az egyházfő különleges alkalomból hirdethet meg.
A szentév hivatalos kihirdetése 2015. április 11-én, húsvét 2. vasárnapjának, vagyis az isteni irgalmasság vasárnapjának előestéjén történt, amikor a Szent Péter-bazilika átriumában tartott vesperás keretében Ferenc pápa átadta a szentévet meghirdető Misericordiae vultus (Az irgalmasság arca) kezdetű  bullát.
A pápa a prédikációjában kiemelte, hogy azért szentel külön jubileumi évet az irgalmasságnak, mert az egyháznak a korszakos változásokkal terhelt időszakban az a feladata, hogy erőteljesebben mutassa meg Isten jelenlétének és közelségének jeleit.
Az irgalmasság rendkívüli szentévének kiemelt eseménye a 2016-os krakkói Ifjúsági Világtalálkozó.

## A gyónással kapcsolatos könnyítések

### Terhességmegszakítás
A terhességmegszakítás a katolikus egyház tanítása szerint bűn, méghozzá annyira súlyos, hogy alóla csak püspöknek tett gyónás útján lehet feloldozást nyerni. Ferenc pápa a szentév idejére egyszerűsített ezen a szabályon, és – „elkerülendő, hogy akadály támadjon a bűnbocsánat iránti kérés és Isten kegyelme között” – megengedte, hogy az abortusz bűnét bármely papnak meg lehessen gyónni. A szentév végeztével a pápa ezt az engedélyt véglegesítette. Ugyanakkor az egyházfő hangsúlyozta, hogy a terhességmegszakítás továbbra is súlyos bűn.

## A Szent Péter-bazilika szent kapujának (Porta Santa) megnyitása

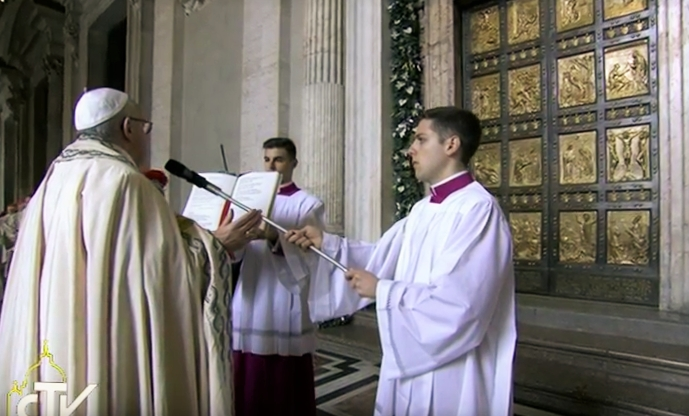
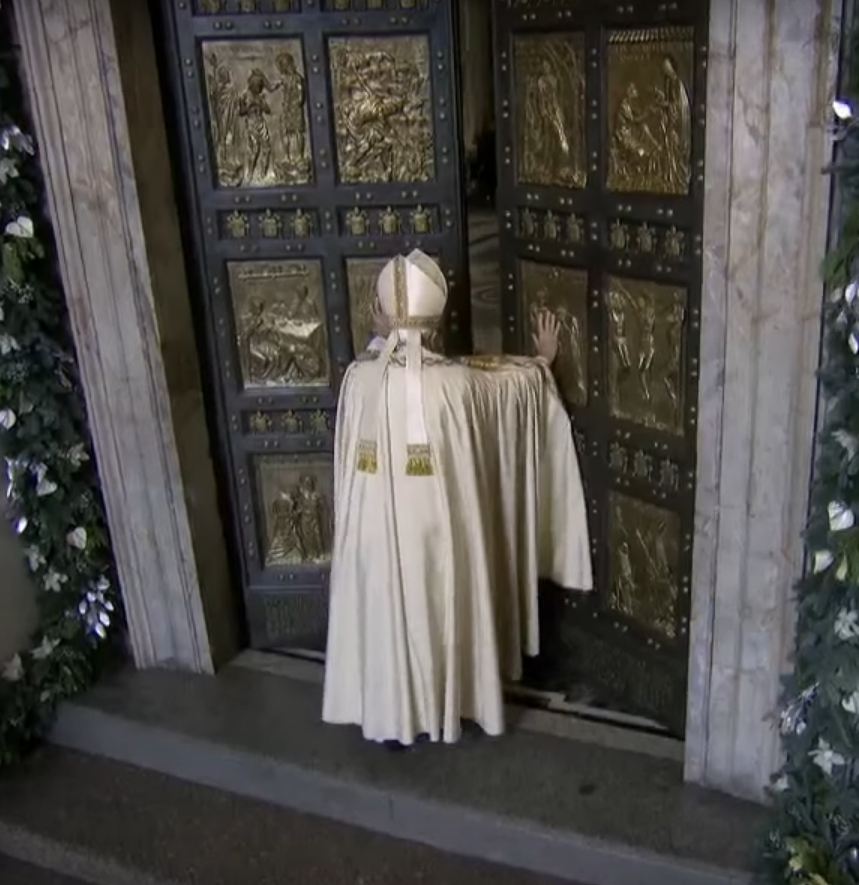
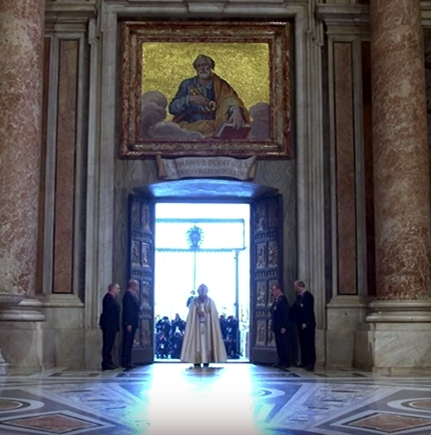

### Szent X. Piusz Papi Testvériség
Ferenc pápa a szentév idejére érvényesnek nyilvánította a Szent X. Piusz Papi Testvériséghez tartozó papok előtt tett gyónásokat. A szentév végeztével ezt a rendelkezést is véglegesítette a pápa.